# Șleahove, Bobrîneț
Șleahove (în ucraineană Шляхове) este un sat în orașul raional Bobrîneț din regiunea Kirovohrad, Ucraina.

## Demografie
Componența lingvistică a localității Șleahove
     Ucraineană (99,08%)
     Alte limbi (0,92%)
Conform recensământului din 2001, majoritatea populației localității Șleahove era vorbitoare de ucraineană (99,08%), existând în minoritate și vorbitori de alte limbi.